# Либертарианская партия (США)
Либертарианская партия (англ. Libertarian Party) — американская правая либертарная политическая партия. Крупнейшая из «третьих партий США».
Образована 11 декабря 1971 года по инициативе Дэвида Нолана.

## История создания
Толчком к созданию Либертарианской партии стала речь 37-го американского президента Ричарда Никсона от 15 августа 1971 года, в которой провозглашалось начало «новой экономической политики», заключавшейся во-первых, в замораживании цен и зарплат, во-вторых, в отказе от золотого стандарта. Всё это было очень далеко от того, что закладывали отцы-основатели американского государства, поэтому 11 декабря 1971 года Дэвид Нолан с группой активистов (Джон Хосперс, Джон Дин, Теодор Натан) и представителями движения «Молодые американцы за свободу» (англ. Young Americans for Freedom) положили начало Либертарианской партии США.
По данным бюллетеня Ballot Access News, либертарианцы за последние 8 лет смогли значительно увеличить количество своих зарегистрированных сторонников, сумев подняться с пятого места среди национальных партий США на третье. Если в октябре 2008 года у партии насчитывалось 240 328 сторонников (0,24 % из числа зарегистрированных избирателей), то в октябре 2012 в качестве либертарианцев зарегистрировались 330 811 человек (0,31 %), а в феврале 2016 года достигло 411 250 человек (0,40 %). 143 либертарианца занимают выборные должности, в том числе мэров городов и округов, членов окружных и школьных советов, а также другие местные посты, из них 2 человека являются депутатами законодательных собраний штатов, при этом большая часть, 100 человек, были избраны как беспартийные, в 2012 году представители партии занимали 138 должностей. В апреле 2020 года в партию вступил конгрессмен из Мичигана Джастин Амаш.
С 2022 года ультраправый кокус Мизеса стал доминирующей фракцией в партии, что вызвало критические реакции в СМИ.

## Политическая позиция
Выступает в политике на основе идеологии либертарианства: за свободную рыночную экономику, права и свободы граждан, свободную международную торговлю, мир и невмешательство в дела других стран. В плане экономики наиболее близка к Республиканской партии.

## Участие в президентских выборах
| Год  | Кандидат в президенты | Кандидат в вице-президенты | Получено голосов | Процент избирателей |
| ---- | --------------------- | -------------------------- | ---------------- | ------------------- |
| 1972 | Джон Хосперс          | Тони Натан                 | 3674             | <0,01               |
| 1976 | Роджер Макбрайд       | Дэвид Бергланд             | 172 553          | 0,21                |
| 1980 | Эд Кларк              | Дэвид Кох                  | 921 128          | 1,06                |
| 1984 | Дэвид Бергланд        | Джим Льюис                 | 228 111          | 0,25                |
| 1988 | Рон Пол               | Андре Мэрроу               | 431 750          | 0,47                |
| 1992 | Андре Мэрроу          | Нэнси Лорд                 | 290 087          | 0,28                |
| 1996 | Гарри Браун           | Джо Джоргенсен             | 485 759          | 0,50                |
| 2000 | Гарри Браун           | Артур Оливер               | 384 431          | 0,36                |
| 2004 | Майкл Баднарик        | Ричард Кампанья            | 397 265          | 0,32                |
| 2008 | Роберт Барр           | Уэйн Рут                   | 523 686          | 0,40                |
| 2012 | Гэри Джонсон          | Джеймс П. Грей             | 1 275 821        | 0,99                |
| 2016 | Гэри Джонсон          | Уильям Уэлд                | 4 058 500        | 3,29                |
| 2020 | Джо Джоргенсен        | Спайк Коэн                 | 1 865 858        | 1,18                |
| 2024 | Чейз Оливер           | Майк тер Маат              | 639 788          | 0,48                |

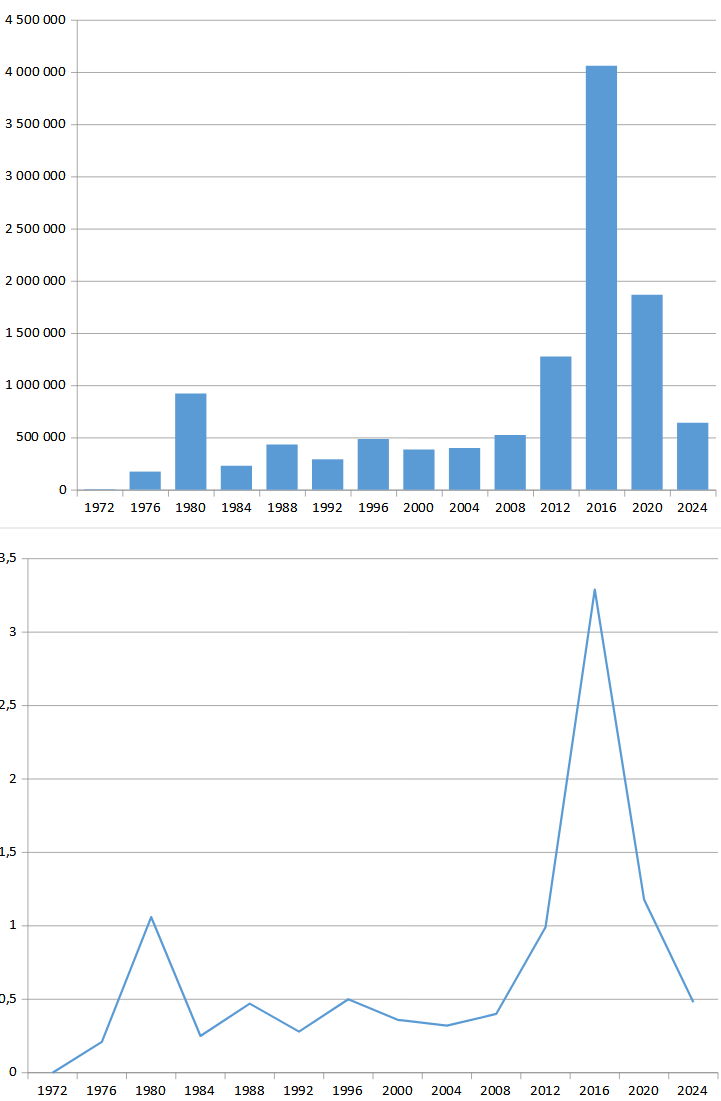
Результаты с 1972.

Партия получила один голос выборщика на выборах 1972 года, когда тот отдал голос за её представителя вместо республиканца Никсона вопреки решению избирателей штата.